# العلاقات الفيجية الكورية الشمالية
العلاقات الفيجية الكورية الشمالية هي العلاقات الثنائية التي تجمع بين فيجي وكوريا الشمالية.

## مقارنة بين البلدين
هذه مقارنة عامة ومرجعية للدولتين:
| وجه المقارنة                                              | فيجي                                                                 | كوريا الشمالية                        |
| --------------------------------------------------------- | -------------------------------------------------------------------- | ------------------------------------- |
| المساحة (كم2)                                             | 18.27 ألف                                                            | 120.54 ألف                            |
| عدد السكان (نسمة)                                         | 915.30 ألف                                                           | 25.49 مليون                           |
| الكثافة السكانية (ن./كم²)                                 | 50.1                                                                 | 211.47                                |
| العاصمة                                                   | سوفا                                                                 | بيونغيانغ                             |
| اللغة الرسمية                                             | لغة إنجليزية، اللغة الفيجية، اللغة الفيجي الهندية، اللغة الهندستانية | لغة كوريا الشمالية القياسية ‏          |
| العملة                                                    | دولار فيجي                                                           | وون كوري شمالي                        |
| الناتج المحلي الإجمالي (بليون دولار)                      | 5.06 مليار                                                           |                                       |
| الناتج المحلي الإجمالي (تعادل القوة الشرائية) بليون دولار | 8.32 مليار                                                           |                                       |
| الناتج المحلي الإجمالي الاسمي للفرد دولار أمريكي          | 4.96 ألف                                                             |                                       |
| الناتج المحلي الإجمالي للفرد دولار أمريكي                 | 8.79 ألف                                                             |                                       |
| مؤشر التنمية البشرية                                      | 0.727                                                                |                                       |
| رمز المكالمات الدولي                                      | +679                                                                 | +850                                  |
| رمز الإنترنت                                              | .fj                                                                  | .kp                                   |
| المنطقة الزمنية                                           | ت ع م+12:00                                                          | ت ع م+08:30، ت ع م+08:30، ت ع م+09:00 |

## منظمات دولية مشتركة
يشترك البلدان في عضوية مجموعة من المنظمات الدولية، منها:
| علم المنظمة | اسم المنظمة                   | تاريخ انضمام فيجي | تاريخ انضمام كوريا الشمالية |
| ----------- | ----------------------------- | ----------------- | --------------------------- |
|             | يونسكو                        | 14 يوليو 1983     | 18 أكتوبر 1974              |
|             | الاتحاد البريدي العالمي       | ?                 | ?                           |
|             | الاتحاد الدولي للاتصالات      | 5 مايو 1971       | ?                           |
|             | الأمم المتحدة                 | 13 أكتوبر 1970    | 17 سبتمبر 1991              |
|             | المنظمة الهيدروغرافية الدولية | ?                 | ?                           |

## وصلات خارجية
- موقع وزارة الخارجية الفيجية
- موقع وزارة الخارجية الكورية الشمالية